# Vienna (Virginie)
Pour les articles homonymes, voir Vienna.
Vienna est une ville de Virginie, située à 15 kilomètres de Washington, D.C., dans le comté de Fairfax, non loin de la communauté de McLean. La ville abrite le Wolf Trap National Park for the Performing Arts.
Vienna est située sur le parcours de l'Interstate 66. 
Le film Breach a été en partie tourné à Vienna.

## Géographie
| - OpenStreetMap Limite de la ville. |

## Histoire
La ville s'appelait initialement « Ayr Hill », du nom de la maison construite par le colon John Hunter en mémoire de sa ville natale, Ayr, en  Écosse. La ville a changé de nom dans les années 1850 lorsqu'un médecin du nom de William Hendrick a proposé de s'installer à condition que la ville adopte le nom de sa ville d'origine, Vienna, dans l'État de New York. 

## Jumelage
- France :  Céret, en 1974[2],[3].

## Personnalités liées à la commune
- Johannes Adam Simon Oertel (1823-1909), artiste et prêtre américain qui y est mort ;
- Albert Dunbar Wedemeyer (1926-2006), agent de la CIA, y est décédé ;
- Trevor N. Dupuy (1916-1995), historien militaire, s'est suicidé à Vienna en 1995 ;
- Khalifa Haftar (1943-, général libyen qui y vit en exil dans les années 1990-2000 ;
- Philip Johnson (1906-2005), architecte, à qui on doit la tour Tycon à Vienna ;
- Howard Phillips (1941-2013), homme politique américain trois fois candidat à la présidence des États-Unis, décédé à Vienna ;
- Robert Hanssen (1944-), agent du FBI et espion, résidait dans la ville et y a été arrêté en 2001.